# Infernal Poetry
Infernal Poetry est un groupe de death metal italien, originaire d'Ancône. Formé en 1996, le groupe compte au total quatre albums studio, dont Not Light But Rather Visible Darkness en 2002, Beholding the Unpure en 2005, Nervous System Failure en 2009, et Paraphiliac en 2014. En avril 2014, le groupe annonce sa séparation après 17 ans d'activité.

## Biographie
Le groupe est formé en 1996 à Ancône, en Italie, sous le nom de Necronomicon. Ils changeront de nom pour Infernal Poetry l'année suivante, après avoir sorti la démo Under the Gothic Cathedral. Ils sortiront par la suite deux démos, In the Sign of the Evil Creature en 1997, puis Promo 98 en 1998, avant de partir pour une tournée à travers l'Europe avec les groupes Impiety et Rotting Christ en octobre et novembre 2000. En mars 2001, le groupe signe avec le label Fuel Records. Puis en janvier 2002, leur premier album studio voit le jour, Not Light but Rather Visible Darkness. Le groupe part ensuite en tournée, puis sort le Slit CD Twice avec le groupe de death metal mélodique Dark Lunacy.
En 2005, le groupe sort un deuxième album, Beholding the Unpure. La musique joué par le groupe dans cet album y est définie comme étant du « psycho death metal ». Peu après sa sortie, Andrea Rabuini quitte la formation. Il y sera par la suite remplacé par Alessandro Vagnoni. En février 2006, Infernal Poetry part en tournée européenne avec le groupe Dismember. À la suite de cette tournée, le groupe enregistre et sort en 2007, l'EP Nervous System Checking, suivi deux ans plus tard par l'album Nervous System Failure distribué par PHD le 25 mai 2009. L'album est bien accueilli par la presse internationale, notamment truemetal.it.
Après une période de difficultés, le groupe ralentit ses concerts après un accident, le chanteur Paolo Ojetti ayant été victime d'un accident. En 2013, ils sortent leur quatrième et dernier album, Paraphiliac, aux labels Bakerteam Records/Scarlet Records. En avril 2014, le groupe annonce sa séparation après 17 ans d'activité.

## Membres

### Derniers membres
- Christian Morbidoni - guitare (1997-2014)
- Daniele Galassi - guitare (1997-2014), chant (1997-1998)
- Paolo Ojetti - chant (1998-2014)
- Alessandro Infusini - basse (1998-2014)
- Alessandro Vagnoni - batterie (2005-2014)

### Anciens membres
- Andrea Rabuini - batterie (1997-1998)
- Gabriele Gambelli - batterie (1997-1998)
- Simone Morbidoni - basse (1997)
- Gianvito Tricarico - batterie (1998)
- Andrea Mastromarco - basse (1998-2005)

## Discographie

### Albums studio
- 2002 : Not Light But Rather Visible Darkness
- 2005 : Beholding the Unpure
- 2009 : Nervous System Failure
- 2014 : Paraphiliac

### Démos, splits et EP
- 1996 : Under the Gothic Cathedral (démo sortie sous le nom de Necronomicon)
- 1997 : In the Sign of the Evil Creature
- 1998 : Promo 98
- 2003 : Twice (split avec le groupe Dark Lunacy)
- 2007 : Nervous System Checking (EP)